# オベロン (ガーゴイルズ)
オベロン (Oberon) は、アメリカのテレビアニメ『ガーゴイルズ』に登場する架空のキャラクター。声の出演は日本語版で梅津秀行、英語版でテンラスマンが演じている。

## プロフィール
- 生年月日：不明（超古代）
- 身長：不明（変幻自在）
- 体重：不明（変幻自在）
- 出身地：アバロン島
- 特技：魔法
- 趣味：魔法の訓練
- 苦手なもの：鋼鉄
- 好物：神の一種であるため飲食の必要はない

## 人物・略歴
神の一種にして妖精でありアバロン島の王。
初めて出現したときは数千年前に捨てたアバロン島に再び住むために、王女やトムに島からの立ち退きを要求する。王女らはオベロンらと一緒に住むことを望むが、オベロンはこれをよしとせずゴライアスらと戦いになる。
長旅で疲労したゴライアスらを体をダイヤモンド状に硬化させる卑怯な戦法で一度は破るも、エリサの機転で鉄が弱点であることを見切られ敗北。その後、無様にも命乞いをはじめ助命される。
その後は自分の後を継ぐキングとしてザナトスの息子であり妻のティタニアの孫であるアレクサンダーを養子にし連れて行くためにザナトスタワーに襲来した。
説得が目的で戦う気がなくほぼ無抵抗のゴライアスを圧倒し、ザナトスの父親に鋼鉄の銛で心臓を貫かれるもすぐに再生しアレクサンダーを浚らおうとするも、ゴライアスに説得されアレクサンダーが成人になり自分の意思で自分の元に来るまではという条件でアレクサンダーを養子にすることを諦めた。アレクサンダーを無理やり養子にしようとした行動が皮肉にも敵対関係だったゴライアスとザナトスを和解させることとなった。
卑屈な面もあるが本人は決して悪人ではなく話の通じる妖精の王である。アニメのシーズン3には登場しておらず、かわりに妻のティタニアが登場した。コミックでは終盤まで何度か登場している。

## 戦闘能力
妖精の王であり、その魔術は強大で周囲の物体を自分の思い通りに変化させたり両手から光線を放ったり、溶岩を浴びてもダメージを受けず体表を自在に変化させるなどその戦闘能力はかなり高くほぼ不死身であるものの鋼鉄が最大の弱点であり鋼鉄の鐘の音や鋼鉄を浴びせられると消滅してしまう弱点がある。コミック版では、ファイヤーストームゴライアスになにもできずに惨敗し助命されたことにより和解する。